# Formiguer del Mato Grosso
El formiguer del Mato Grosso (Cercomacra melanaria) és una espècie d'ocell de la família dels tamnofílids (Thamnophilidae).

## Hàbitat i distribució
Habita els boscos àrids de les terres baixes, del nord i est de Bolívia, oest del Brasil i nord del Paraguai.